# Duftbruch

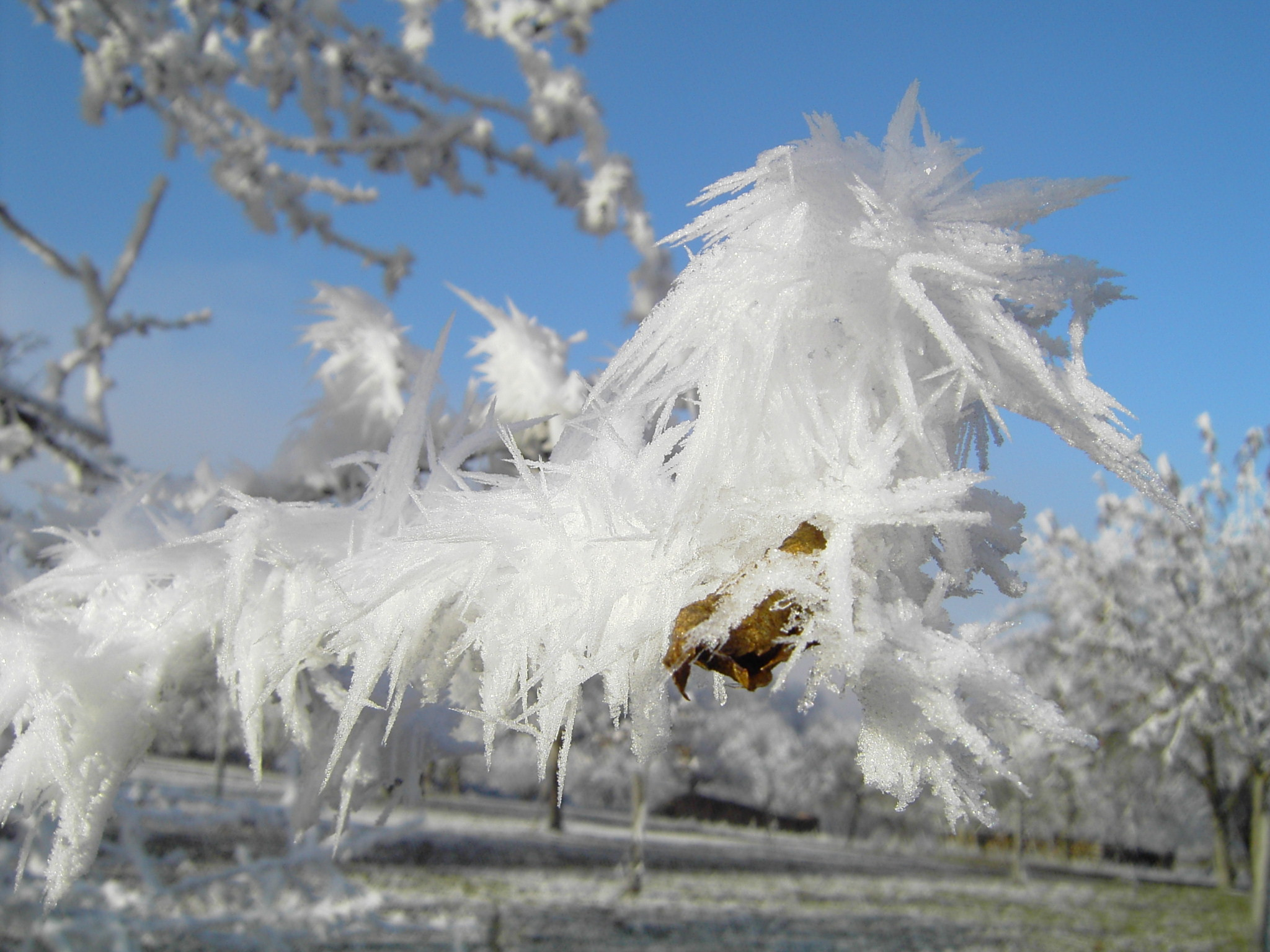
Raureif

Als Duftbruch werden in der Forstwirtschaft Baumschäden bezeichnet, die durch Raureif verursacht werden. Bäume, die regelmäßig Schäden durch Raureif erleiden, werden Duftbrecher genannt.

## Etymologie
Der Ausdruck Duftbruch basiert auf der ursprünglichen, althochdeutschen Bedeutung des Wortes Duft als Nebel oder gefrorener Dunst, aus der sich Duft als Bezeichnung für Raureif entwickelte.

## Schadensmerkmale
Am häufigsten von Duftbruch betroffen sind Nadelhölzer wie Fichten und Kiefern, da diese durch ihre auch im Winter vorhandene Benadelung dem Raureif eine große Angriffsfläche bieten; aber auch Laubgehölze wie Eichen, Buchen und Birken gelten als anfällig für Schäden durch Duftbruch. Die Beschädigungen treten zumeist in Form von Astabbrüchen und als Nester- oder Gipfelbruch auf und sind dem Schadbild durch Schneebruch sehr ähnlich. Häufig tritt Duftbruch auch mit Schnee- und Eisbruch gemeinsam auf.
In den Rotbuchenwirtschaften des 19. Jahrhunderts wurden zum Schutz der jüngeren Bäume alte Bäume an Waldrändern stehengelassen, damit diese unter anderem, vor allem in Berglagen, als Duftbrecher den Raureif abfangen und so den Anwuchs vor Schäden bewahren.